# آبت (فوكلوز)
آبت (بروفنسالية الأكستانية: At / Ate) هي بلدية في إقليم فوكلوز في منطقة ألب كوت دازور في جنوب شرق فرنسا.
تقع البلدية على الضفة اليسرى لنهر كالافون، على بعد 41 ميل (66 كـم) من شرق أفينيون، وهي البلدة الرئيسية لجبال لوبيرون.
تشتهر المدينة بتعريفها لمرحلة الأبتي في أوائل العصر الطباشيري المُبكر.

## جغرافيا
تقع آبت شمال آكس أون بروفانس ونهر دورانس، في وادي نهر كالافون (المُعروف أيضًا باسم كولون)، وعند سفح المُنحدرات المواجهة لجبل لوبيرون.

## العمر الجيولوجي
آبت هي المصدر الاشتقاقي لـ الأبتي ، وهو عصر في المقياس الزمني الجيولوجي، وهو تقسيم فرعي من حقبة أو سلسلة العصر الطباشيري المبكر أو السفلي ويشمل الوقت من 125.0 ± 1.0 Ma إلى 112.0 ± 1.0 Ma (منذ مليون سنة)، تقريبًا. تقع منطقة النوع الأصلي في المنطقة المجاورة لآبت. تم تقديم الأبتي في الأدبيات العلمية من قبل عالم الحفريات الفرنسي ألسايد دوربيغني في عام 1840.

## التاريخ
كانت آبت في وقت ما هي المدينة الرئيسية للقبيلة الغالية فولجينتس، والتي دمرها الرومان حوالي 125 قبل الميلاد وأعادها يوليوس قيصر، حيث منحها لقب أبتا جوليا ؛ لكن أُصيب بجروح كبيرة من قبل اللومبارديين والساراكينوس، وتم إعادة بناء تحصيناتها من قبل كونتات بروفانس.
تم العثور على مخطوطات مهمة في آبت تتعلق بالموسيقى في القرن الثاني عشر / الثالث عشر. وهي معروفة باسم مخطوطة آبت وإيفريا كودكس. تحتوي على موتيه القداس الإلهي، وكلها متعددة الألحان. تم تسجيل تسعة من أصل أربعة عشر موتياً لفيليب دي فيتري في إيفريا كودكس، وهو تجميع مكون من واحد وثمانين مؤلفًا يرجع تاريخها إلى عام 1360. يُزعم أنها مُشتقة من المخزون المستخدم في القصر البابوي في أفينيون، لأنها قريبة جدًا وتقدم عينات من الموسيقى من حركة آرس نوفا.

### التاريخ اليهودي
وفقًا للوثائق، عاش اليهود في آبت في وقت مبكر من النصف الثاني من القرن الرابع عشر. يرجع تاريخ أقدم توثيق لليهود في آبت إلى النصف الثاني من القرن الثالث عشر، حيث يصف حظر بيع اللحوم من قبل اليهود للمسيحيين. تمتلك مكتبة جامعة كولومبيا اثنتي عشرة وثيقة من معاملات إقراض الأموال المكتوبة بالتوثيق بين اليهود والمسيحيين في شقة. يصف أحدهم صفقة بين يهودي محلي يُدعى جارتوس بونافوسي ومسيحي يُدعى يوهانس ريموندي. تم توثيق الكنيس اليهودي في عام 1416، وتم إدراج حوالي 15 عائلة يهودية في سجل الضرائب بحلول عام 1420. بحلول ذلك الوقت، أصبحت أبت رابع أكبر مجتمع يهودي في بروفانس. كان الحي اليهودي يقع في الوقت الحاضر بالقرب من Place du Postel ، وقد ورد ذكر المُجتمع نفسه في كتابات الشاعر إسحاق جورني.

### التاريخ الكنسي

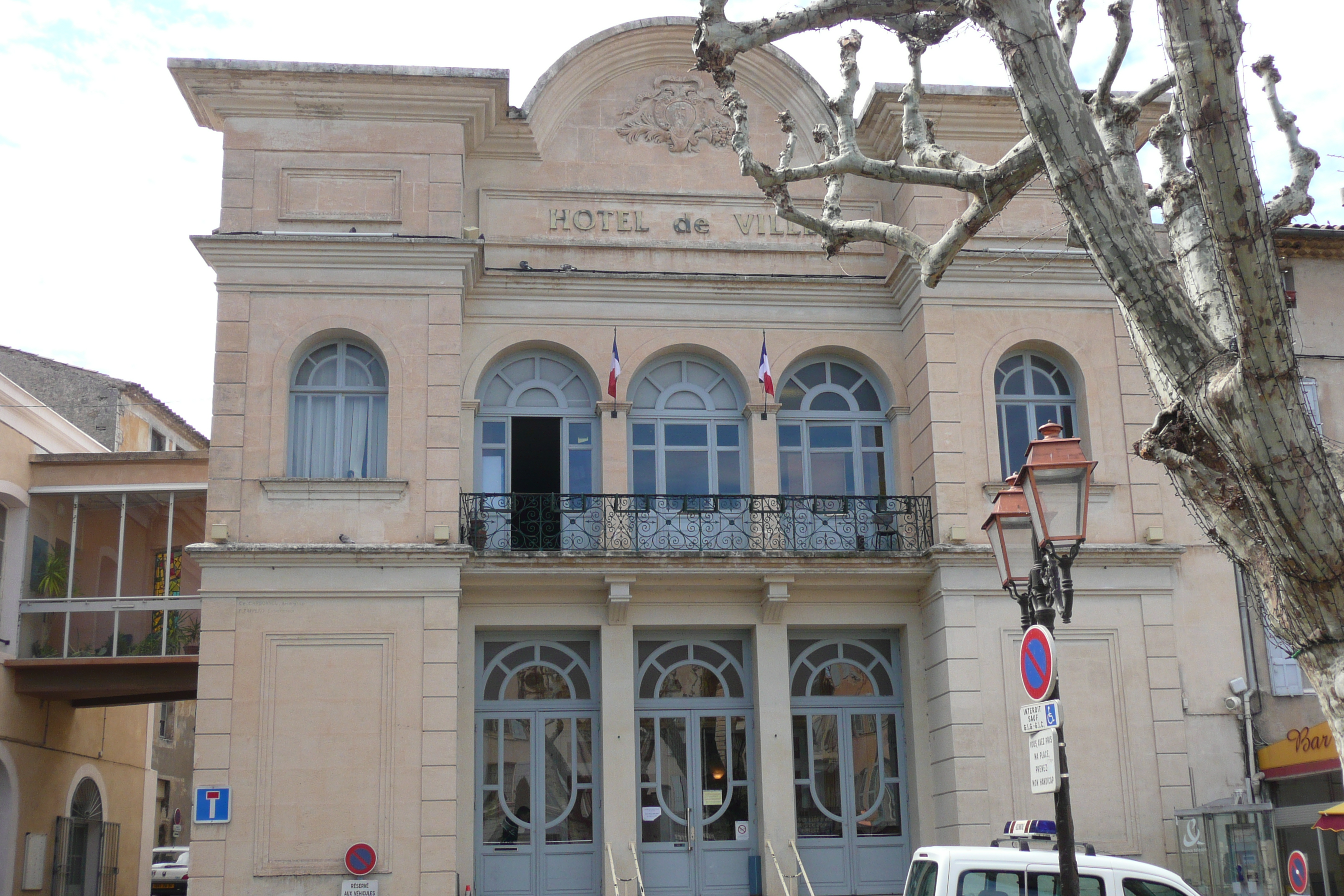
مجلس المدينة

انعقد مجلس أبت في 14 مايو 1365 في كاتدرائية المدينة من قبل رؤساء الأساقفة والأساقفة في مقاطعات آرل وإمبرون وإيكس إن بروفانس في جنوب فرنسا. تم نشر ثمانية وعشرين قرارًا وتم منح أحد عشر يومًا من التساهل لأولئك الذين يزورون كنيسة العذراء المُباركة في أبرشية أبت بمشاعر تقية في عيد تمجيد الصليب المقدس وتكريم بعض آثار الصليب.

## معالم

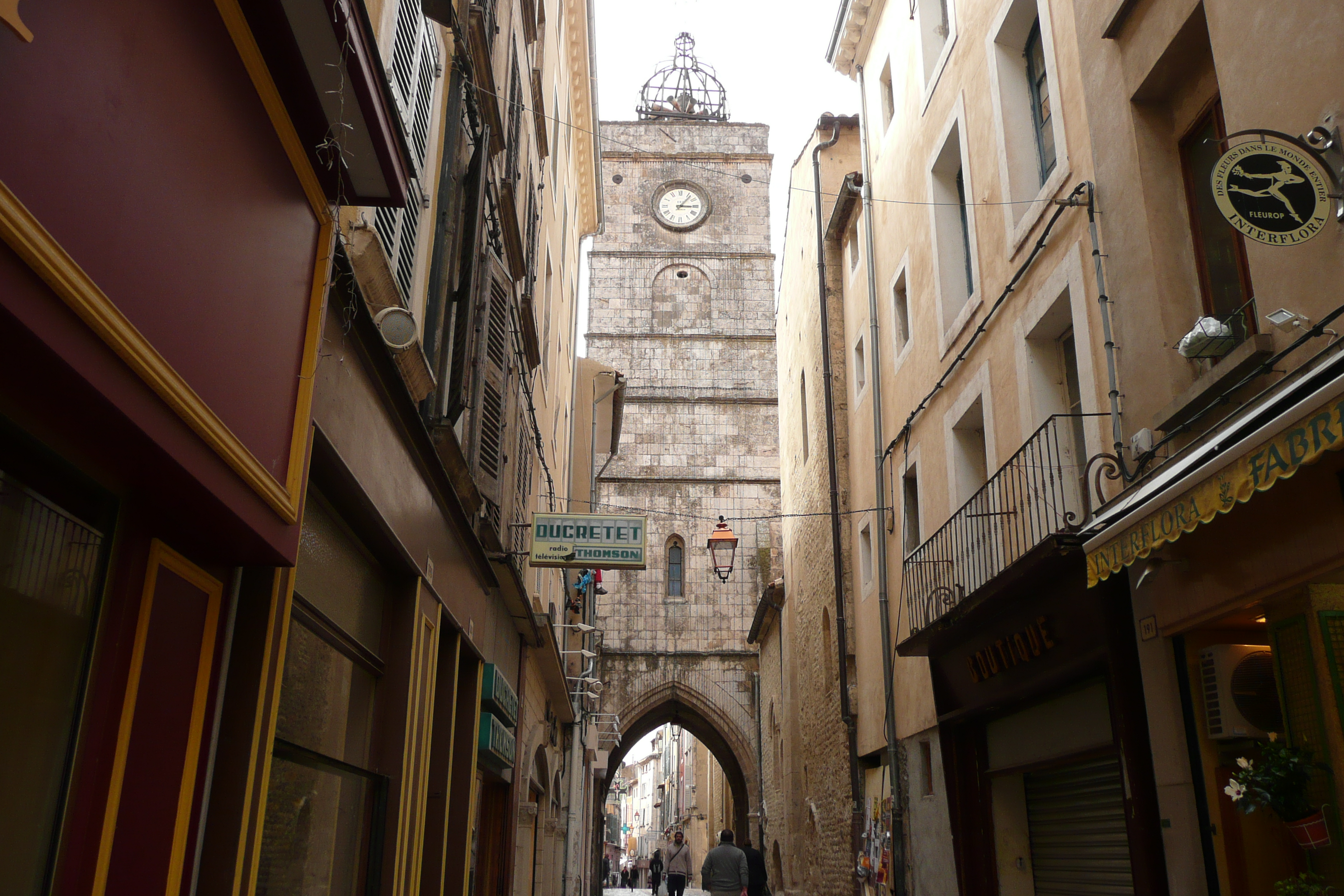
باب الشقة

الهدف الرئيسي هو كنيسة القديسة آن (الكاتدرائية سابقًا)، والتي بدأ بناؤها حوالي عام 1056 في موقع صرح أقدم بكثير، ولكن لم يكتمل حتى النصف الأخير من القرن السابع عشر.
كانت المدينة في السابق محاطة بأسوار قديمة ضخمة، ولكن تم استبدال معظمها الآن بالجادات ؛ العديد من شوارعها ضيقة وغير منتظمة.
تم العثور على العديد من الآثار الرومانية في المدينة وبالقرب منها. يعود تاريخه إلى عام 2 قبل الميلاد. يعتقد علماء الآثار وغيرهم الآن أن بونت جوليان يعود تاريخه إلى وقت متأخر جدًا عن القرن الثاني

## الاقتصاد
تُعد المنطقة مركزًا للنبيذ والعسل والكمأ والفاكهة، حيث يتم تحويل الكثير منها إلى فواكه متبلورة من خلال العمليات الصناعية واليدوية.

## المدن التوأم - المُدن الشقيقة
توأمة آبت مع:
- باكل، السنغال
- بوسو, بلجيكا
- ثيين، إيطاليا